# Du und ich (album)
 (mars 2025).
Si vous disposez d'ouvrages ou d'articles de référence ou si vous connaissez des sites web de qualité traitant du thème abordé ici, merci de compléter l'article en donnant les références utiles à sa vérifiabilité et en les liant à la section « Notes et références ».
Albums de Charles Aznavour
Melodie des Lebens
(1980)
Du und ich (Toi et moi) est le 5e et dernier album studio allemand de Charles Aznavour, il est sorti en 1995.

## Liste des chansons
Les douze pistes de cet album sont :
| 1.  | Die Gedanken (Ma mémoire)                              | Charles Aznavour, Adapt. Jacky Dreksler                                     | 04:31 |
| 2.  | Schlafen Sie mit mir (Dormir avec vous madame)         | Charles Aznavour, Adapt. Jacky Dreksler                                     | 02:38 |
| 3.  | Du gegen mich (Toi contre moi)                         | Jacques Plante - Charles Aznavour / Charles Aznavour, Adapt. Jacky Dreksler | 04:21 |
| 4.  | Umarme mich (Embrasse-moi)                             | Charles Aznavour / Georges Garvarentz, Adapt. Jacky Dreksler                | 05:15 |
| 5.  | Ich klammre mich an dich (Je me raccroche à toi)       | Charles Aznavour / Georges Garvarentz, Adapt. Jacky Dreksler                | 03:51 |
| 6.  | Wenn du neben mir schläfst (Quand tu dors près de moi) | Charles Aznavour / Florence Véran, Adapt. Jacky Dreksler                    | 03:34 |
| 7.  | Die Erinnerung an dich (Le souvenir de toi)            | Charles Aznavour, Adapt. Jacky Dreksler                                     | 03:40 |
| 8.  | In deinem Raum ja da (Dans ta chambre il y a)          | Charles Aznavour, Adapt. Jacky Dreksler                                     | 02:46 |
| 9.  | Sag ich dir nur Adieu (Te dire adieu)                  | Charles Aznavour, Adapt. Jacky Dreksler                                     | 03:02 |
| 10. | Die schöne Zeit (Les bons moments)                     | Charles Aznavour, Adapt. Jacky Dreksler                                     | 02:54 |
| 11. | Unvergesslich (Inoubliable)                            | Pierre Delanoë / Charles Aznavour, Adapt. Jacky Dreksler                    | 03:36 |
| 12. | So liebe ich dich (Je t'aime tant)                     | Charles Aznavour / Georges Garvarentz, Adapt. Jacky Dreksler                | 03:51 |